# Übereignung
Unter Übereignung oder Eigentumsübertragung versteht man im Sachenrecht die rechtsgeschäftliche Übertragung des Eigentums an einer Sache von einer Person auf eine andere. Die Übereignung ist somit eine Verfügung. In Österreich und der Schweiz wird auch der Ausdruck Veräußerung verwendet, in Deutschland sind die Bezeichnungen nicht deckungsgleich.

## Übereignung beweglicher Sachen
Die Übereignung beweglicher Sachen (Fahrnis) ist in den §§ 929 ff. BGB geregelt.

### Erwerb vom Berechtigten
Die Übereignung beweglicher Sachen erfolgt durch Einigung und Übergabe. Es genügt also nicht eine bloße Willensübereinstimmung der Vertragspartner (Einigung), sondern die Übereignung muss grundsätzlich durch einen Realakt nach außen erkennbar werden (Übergabe). Der Einigung mit dem Berechtigten ist die Einigung mit dem nach § 185 BGB ermächtigten Nichtberechtigten gleich.

#### Deutsches Recht

##### Einigung
Einigung bezeichnet die inhaltliche Übereinstimmung der auf die Übereignung gerichteten Willenserklärungen des Veräußerers und des Erwerbers. Bei beweglichen Sachen unterliegt die Einigung keiner besonderen Form, kann bis zur Übergabe jederzeit widerrufen werden (Umkehrschluss aus § 873 Abs. 2 BGB und § 956 Abs. 1 S. 2 BGB) oder nur unter Bedingung erklärt werden (→ Eigentumsvorbehalt).

##### Übergabe
Übergabe ist der Verlust jeder Form des Besitzes beim Veräußerer in Verbindung mit der Verschaffung irgendeiner Form des Besitzes beim Erwerber auf Veranlassung des Veräußerers. Der Besitz wird in der Regel durch Verschaffung des unmittelbaren Eigenbesitzes eingeräumt.
Ist der Erwerber bereits im Besitz der Sache (etwa weil er sie vorher gemietet oder geliehen hatte) genügt gemäß § 929 Satz 2 BGB die bloße Einigung. Man spricht dann von der Übereignung kurzerhand (lat. brevi manu traditio).
Will der Veräußerer Besitz behalten (→ Sicherungsübereignung; Finanzierung durch Sale-Lease-Back-Verfahren), so muss er dem Erwerber durch Vereinbarung eines Besitzmittlungsverhältnisses (z. B. Leihvertrag bei Sicherungsübereignung oder Leasingvertrag bei Rückmietverkauf) mittelbaren Besitz verschaffen; er selbst bleibt unmittelbarer Besitzer, vgl. § 930, § 868 BGB. Befindet sich die Sache im Besitz eines Dritten (etwa weil sie der Veräußerer verliehen hat), so tritt an die Stelle der Übergabe die Abtretung des Herausgabeanspruchs gegen den Dritten, § 931 BGB.
Als Übergabe gilt auch, wenn der Veräußerer keinen Besitz hat und den unmittelbaren Besitzer anweist, dem Erwerber den unmittelbaren Besitz zu verschaffen und der unmittelbare Besitzer dies tut (sogenannter Geheißerwerb).

#### Französisches Recht
Der französische Code civil unterscheidet nicht zwischen Verpflichtungsgeschäft und Verfügungsgeschäft. Gemäß Art. 1196 Abs. 1 C. civ. geht das Eigentum an einer Sache grundsätzlich schon mit Vertragsabschluss über, wovon die Vertragsparteien aber gemäß Art. 1196 Abs. 2 F. 1 C. civ. durch einen vereinbarten Eigentumsvorbehalt abweichen können.
Ausnahmen von der automatischen Eigentumsübertragung können abgesehen davon auch gemäß Art. 1196 Abs. 2 F. 2 C. civ. in der Natur der Sache liegen: so erfolgt die Eigentumsübertragung bei zukünftig entstehenden Sachen (z. B. Ertrag einer Ernte) erst mit dem Entstehen der Sache. Auch das Gesetz kann Art. 1196 Abs. 2 F. 3 C. civ. Ausnahmen vorsehen, was beispielsweise bei einer Gattungsschuld der Fall ist: gemäß Art. 1585 Hs. 1 C. civ. wird das Eigentum erst bei der Konkretisierung durch Abwiegen, Abzählen oder Abmessen übertragen.
Der Zeitpunkt der Eigentumsübertragung ist im französischen Recht vor allem für den zufälligen Untergang wichtig, welcher nach Art. 1196 Abs. 3 S. 1 C. civ. grundsätzlich dem Eigentümer angerechnet wird.

### Erwerb vom Nichtberechtigten

#### Deutsches Recht
In Deutschland ist der gutgläubige Erwerb vom Nichtberechtigten in den §§ 932–936 BGB geregelt.

#### Österreichisches Recht
In Österreich regelt § 367 ABGB den gutgläubigen Erwerb vom Nichtberechtigten.

#### Niederländisches Recht
Im Burgerlijk Wetboek (BW) richtet sich der Eigentumserwerb von beweglichen Sachen hauptsächlich nach Artikel 3:86 BW. Erforderlich ist wie im deutschen Recht die Übergabe (Art. 3:90 ff. BW) und die Gutgläubigkeit (Art. 3:11 BW). Wird die Sache unentgeltlich, also ohne Gegenleistung übergeben, ist der gutgläubige Eigentumserwerb im niederländischen Recht ausgeschlossen (Art. 3:86 Abs. 1 BW). Auch eine unangemessene Gegenleistung wie ein symbolischer Euro schließt den Eigentumsübergang aus. Die Schwelle wird bei etwa 50 % des eigentlichen Erwerbes gesehen.

#### Französisches Recht
Im Code civil sieht Art. 1599 C. civ. vor, dass der Verkauf einer fremden Sache an einen gutgläubigen Käufer (acquéreur de bonne foi) zu Schadensersatzansprüchen des ursprünglichen Eigentümers führen kann. Zwar spricht die Norm von einer Unwirksamkeit, doch steht das Anfechtungsrecht dafür nur dem Käufer zu (sog. nullité relative).

## Übereignung unbeweglicher Sachen
Die Übereignung von unbeweglichen Sachen (Grundstücke und Eigentumswohnungen) richtet sich nach § 873, §§ 925 ff. BGB.

### Erwerb vom Berechtigten
Die Übereignung von Grundstücken erfolgt durch formbedürftige, bedingungsfeindliche Einigung (hier Auflassung genannt) und Eintragung im Grundbuch. Die Eintragung im Grundbuch hat bei unbeweglichen Sachen dieselbe Bedeutung wie der Realakt der Übergabe bei beweglichen Sachen.

### Erwerb vom Nichtberechtigten
Auch Grundstücke können vom Nichtberechtigten wirksam zu Eigentum erworben werden, wenn der Inhalt des Grundbuchs unrichtig ist, denn der gute Glaube an die Richtigkeit des Grundbuchs ist beim rechtsgeschäftlichen Erwerb geschützt.

#### Guter Glaube
Guter Glaube an die Richtigkeit des Grundbuchs § 892 BGB und damit an die Eigentümerstellung des Veräußerers ist ausgeschlossen, wenn ein Widerspruch gegen die Richtigkeit des Grundbuchs eingetragen ist oder der Erwerber die Unrichtigkeit kennt. Anders als beim Erwerb beweglicher Sachen vom Nichtberechtigten schadet nach deutschem Recht hier die grobfahrlässige Nichtkenntnis nicht. Die Redlichkeit des Erwerbers wird vermutet. Der wahre Berechtigte muss im Streitfall die Unredlichkeit beweisen.

#### Rechtsschein durch unrichtiges Grundbuch
Geschützt ist der gute Glaube an die Richtigkeit des Grundbuchs hinsichtlich des Bestehens der dort eingetragenen Rechte und des Nichtbestehens nicht eingetragener oder gelöschter, eintragungsfähiger dinglicher Rechte und Verfügungsbeschränkungen. Nicht geschützt ist der Glaube an tatsächliche Angaben im Grundbuch (wie etwa Grundstücksgröße oder Grundstücksart), an die persönlichen Verhältnisse der Beteiligten (etwa Beruf und Alter des Eigentümers) und an das Nichtbestehen nicht eintragungsfähiger Rechte (insbesondere öffentlich-rechtlicher Belastungen).

### Andere Staaten

#### Frankenreich
Im fränkischen Privatrecht fand die Übergabe (traditio) veräußerter Grundstücke symbolisch durch Investitur statt.

#### Frankreich
Im französischen Privatrecht erfolgt die Übertragung von Grundeigentum aufgrund einer formlosen Einigung, die regelmäßig Bestandteil des Kaufvertrages ist. Eine Trennung zwischen schuldrechtlichen Verpflichtungsgeschäft (Kaufvertrag) und dinglichen Verfügungsgeschäft (dingliche Einigung) so wie es das deutsche Zivilrecht verlangt, ist in Frankreich nicht erforderlich (sog. Kausalprinzip). Der Erwerber erlangt kraft des Kaufvertrages Eigentum am Grundstück. Eine Eintragung ins Grundbuch kann freiwillig erfolgen, ist aber keine zwingende Voraussetzung.

#### Italien
In Italien erfolgt die Übertragung von Grundstücken aufgrund eines formbedürftigen (schriftlichen) Kaufvertrages (d. h. das Kausalprinzip). Das Trennungs- und Abstraktionsprinzip ist ebenfalls nicht bekannt. Die Eintragung ins Grundbuch dient lediglich der Verhinderung eines gutgläubigen Erwerbs vom Nichtberechtigten.

#### Großbritannien
In Regionen, in denen ein sog. Grundstücksregister besteht, ist die Eintragung in ein solches beim Erwerb eines Grundstückes eine zwingende Erwerbsvoraussetzung. In den Gebieten (meist ländliche Regionen), in denen es kein Register gibt, muss der Verkäufer dem Erwerber eine privatschriftliche, entweder gesiegelte oder vor Zeugen unterzeichnete Auflassungsurkunde (deed of conveyance) aushändigen. Von Amts wegen wird dann geprüft, ob der Veräußerer verfügungsberechtigt ist (investigation of title). Erst wenn dieses Prüfungsverfahren abgeschlossen ist, erwirbt der Käufer Eigentum am Grundstück.